# Tigre (regió)

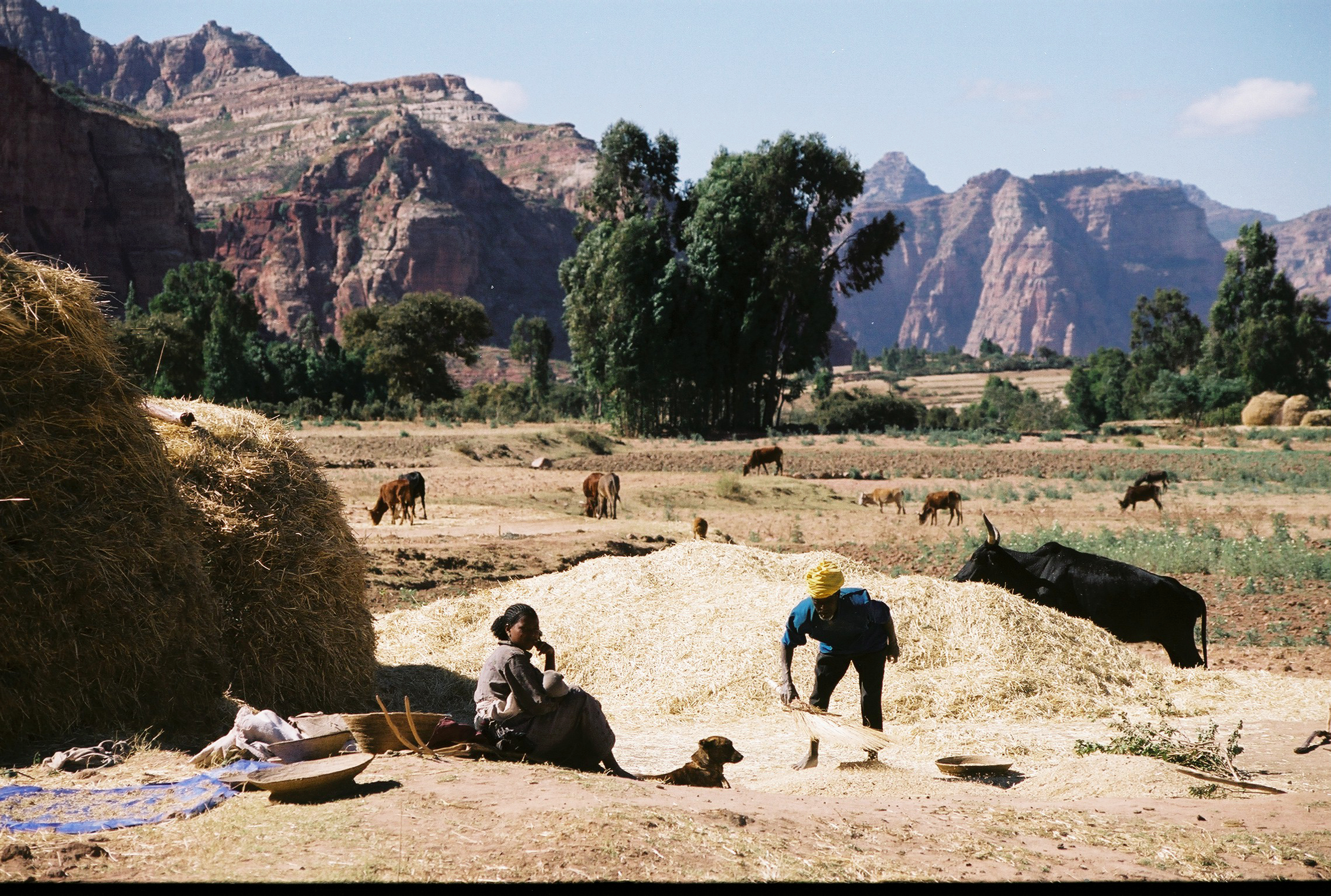
Agricultura

Tigre (tigrinya: ክልል ትግራይ; amhàric: ትግራይ ክልል, kilil Tigrāy) és una regió històrica que forma part de l'altiplà etiòpic, constituït com un kililoch (‘regió ètnica’) al nord d'Etiòpia (tigrinya: ብሔራዊ ክልላዊ መንግስቲ ትግራይ, Bəh̩erawi Kəllelawi Mängəśti Təgray, ‘Estat Regional Nacional de Tigre’). El territori és la pàtria dels pobles tigre, irob i kunama. A més a més, també es coneix com a Regió 1, segons la constitució federal. La seva capital i major ciutat és Mekele. Tigre és el cinquè més gran per superfície, el cinquè més poblat i el cinquè més poblat dels 10 estats regionals. A més de Mekele, les principals ciutats són Abiy Adi, Adigrat, Adwa, Aksum, Himora, Inda Selassie, Korem, Alamata, Maychew, Wukro i Zalambessa.
L'idioma oficial de Tigre és el tigrinya, bastant similar al que es parla a Eritrea, limítrofa al nord. La població total (segons el cens de 2020, CSA) és de 7.070.260 habitants. La major part de la població (al voltant del 80%) es dedica a l'agricultura i contribueix en un 46% al PIB regional (2002/2003). Les terres altes tenen la major densitat de població, especialment en l'est i el centre de Tigre. Les terres baixes, molt menys poblades, comprenen el 48% de la regió. La població és el 94,98% tigrinya, amb minories d'amhàrics (2,6%), kunames (0,05%) i erobs o sahos (0,5%). El 95,5% són cristians ordotoxos (Església Autocèfala d'Etiòpia), i el 4,1% són musulmans sunnites.
El govern de Tigre està compost pel poder executiu, dirigit pel President; el poder legislatiu, que comprèn el Consell d'Estat; i el poder judicial, dirigit pel Tribunal Suprem de l'Estat. A principis de novembre de 2020, va començar un conflicte entre la regió de Tigre, dirigida pel líder Front Popular d'Alliberament de Tigre (TPLF), i el govern federal etíop, en el qual també va participar Eritrea en el bàndol dels etíops, i que es va convertir ràpidament en la Guerra de Tigre, causa de la inestabilitat de la regió.

## Zones
- Mirabawi (Occidental)
- Misraqawi (Oriental)
- Mehakelegnaw (Central)
- Debubawi (Meridional)